# Coca-Cola Zero
Coca-Cola Zero är en sockerfri, kolsyrad läskedryck som tillhör läsktillverkaren Coca-Cola. Coca-Cola Zero är oftast marknadsförd mot män medan Coca-Cola Light oftast är marknadsförd mot kvinnor. Läskedrycken påstås (dock omdebatterat) smaka likadant som vanlig Coca-Cola till skillnad från Coca-Cola Light som sägs ha en lättare och svagare smak. Coca-Cola Zero har en liknande etikett till Coca-Cola, fast med svart bakgrund, röd logotyp, och med texten "zero" skriven i vitt under logotypen. 2017 kom en uppdaterad version av Coca-Cola Zero. Uppdateringen är att den nu smakar mer som vanliga Coca-Cola, och att det nu står på etiketten ”zero sugar”. Resten är samma sak som förut.

## Innehåll
Kolsyrat vatten, färgämne (E150d), surhetsreglerande medel (E338, E331), sötningsmedel (aspartam, acesulfam K), aromer (inklusive koffein). Innehåller en fenylalaninkälla.